# Gustavo Gillman
Gustavo Gillman Bovet (Londres, 15 de junio de 1856-Petrópolis, 28 de febrero de 1922) fue un ingeniero civil y fotógrafo de origen británico. Formado en Gran Bretaña, durante el último tercio del siglo XIX trabajó en España como ingeniero de minas y también en la construcción de ferrocarriles, empleado por la británica Great Southern of Spain Railway Company Limited. También destacó por el legado fotográfico que dejó de su estancia en España.

## Biografía
Nació en Londres en 1856, en el seno de una familia acomodada. Durante su juventud recibió una educación muy completa, que incluyó nociones de dibujo, pintura, fotografía y música. Llegó a aprender hasta once idiomas, entre ellos el español. Más adelante cursaría estudios superiores de ingeniería de Minas y de Obras Civiles. Se instaló en España en 1876, trabajando inicialmente en el distrito minero de Linares. Con posterioridad trabajó para la Great Southern of Spain Railway Company Limited (GSSR), especialmente en la construcción de la línea Lorca-Baza. Gillman desarrolló una actividad tal que llegaría a ser el alma de la compañía, al punto de ser nombrado director general de la GSSR en 1898. Debido a ello se instaló en el municipio de Águilas, donde la empresa tenía sus oficinas. En su haber también estuvo el diseño y la construcción del embarcadero del Hornillo, donde los trenes mineros que iban hasta Águilas descargaban su mineral en los buques mercantes.
Falleció en la ciudad brasileña de Petrópolis en 1922.

## Labor fotográfica

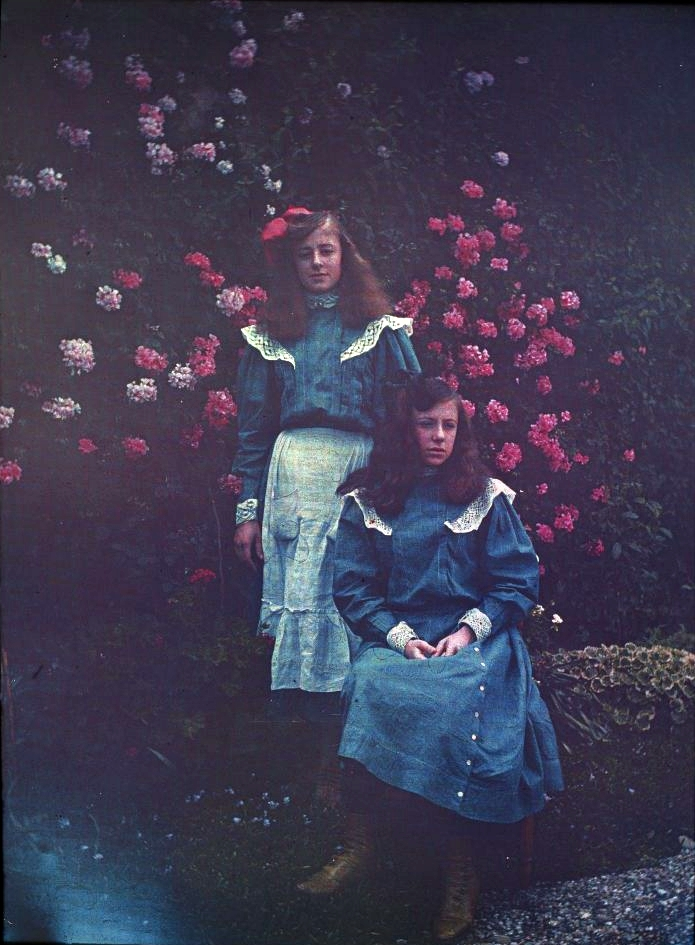
Fotografía autochrome de María y Elena Gillman en Casa de la Huerta (Águilas)

Aficionado a la fotografía, Gillman realizó durante estos años numerosos retratos gráficos de la provincia de Almería y de otras zonas del Sureste español. En sus fotografías predominaba una temática de corte retratista, que combinaba tanto a personas y actividades corrientes como a las obras del ferrocarril. Su labor fotográfica también destacaría por el empleo en torno a 1907-1908 del proceso en color autochrome, que entonces era una técnica novedosa recién salida al mercado.